# Денежное (Старицкий район)
Денежное — деревня (бывшее село) в Старицком районе Тверской области, входит в состав сельского поселения «Луковниково».
Расположена в 35 км к северо-западу от Старицы, на берегу Денежного озера. В 1997 году в деревне насчитывается 45 хозяйств, 137 жителей.

## История
Село Денежное впервые упоминается в XVI веке. В 1524 году Старицкий князь Андрей Иванович подарил Денежное Старицкому Успенскому монастырю. После секуляризации монастырских земель в 1764 году село отошло в казну, её жители были государственными крестьянами. В середине XIX века Денежное относилось к одноимённому приходу Павликовской волости Старицкого уезда.
В 1782 году в селе была построена деревянная Вознесенская церковь с 2 престолами.
В 1859 году в Денежном насчитывалось 35 дворов и 290 жителей. В 1886 году уже 58 дворов и 399 душ. В Денежном находилось земское училище, волостное правление, маслобойня, 2 красильни, винная, чайная и мелочная лавки, ежегодно проводилась ярмарка. Население занималось камнебойным промыслом, рыболовством и торговлей.
После установления Советской власти в 1919 году в Денежном насчитывалось 92 двора и 567 жителей.
В 1922—1924 годах село являлось центром одноимённой волости и сельсовета Старицкого уезда, в 1925 году — одноимённого сельсовета Луковниковской волости Ржевского уезда.
С 1930 по 1960 годы село находилось в составе Луковниковского района Калининской области.
В годы Советской власти в деревне располагалось правление колхоза «Рассвет».
До 2006 года в деревне действовала Денежновская начальная общеобразовательная школа.

## Население
| 1859 | 1886 | 1919 | 1997 | 2002 | 2008 | 2010 |
| ---- | ---- | ---- | ---- | ---- | ---- | ---- |
| 321  | ↗399 | ↗567 | ↘137 | ↘100 | ↘95  | ↘94  |